# 15e étape du Tour d'Italie 2004
Pour un article plus général, voir Tour d'Italie 2004.
La 15e étape du Tour d'Italie 2004 a eu lieu le 24 mai 2004 entre la ville de Poreč en Croatie et de San Vendemiano sur une distance de 234 km. Elle a été remportée au sprint par l'Italien Alessandro Petacchi (Fassa Bortolo) qui remporte sa huitième victoire sur ce Giro. Il devance l'Australien Robbie McEwen (Lotto-Domo) et l'Allemand Olaf Pollack (Gerolsteiner). L'Ukrainien Yaroslav Popovych (Landbouwkrediet-Colnago) conserve le maillot rose de leader du classement général à l'issue de l'étape.

## Classement de l'étape
| \| Classement de l'étape \| Classement de l'étape \| Classement de l'étape \| Classement de l'étape \| Classement de l'étape \| \| Coureur \| Coureur \| Pays \| Équipe \| Temps \| \| --------------------- \| --------------------- \| --------------------- \| ------------------------------ \| --------------------- \| \| 1er \| Alessandro Petacchi \| Italie \| Fassa Bortolo \| 5 h 59 min 52 s \| \| 2e \| Robbie McEwen \| Australie \| Lotto-Domo \| + 0 s \| \| 3e \| Olaf Pollack \| Allemagne \| Gerolsteiner \| + 0 s \| \| 4e \| Andris Naudužs \| Lettonie \| Domina Vacanze \| + 0 s \| \| 5e \| Aliaksandr Usau \| Biélorussie \| Phonak Hearing Systems \| + 0 s \| \| 6e \| Fred Rodriguez \| États-Unis \| Acqua & Sapone - Caffè Mokambo \| + 0 s \| \| 7e \| Angelo Furlan \| Italie \| Alessio-Bianchi \| + 0 s \| \| 8e \| Simone Cadamuro \| Italie \| De Nardi-Piemme Telekom \| + 0 s \| \| 9e \| Ján Svorada \| Tchéquie \| Lampre \| + 0 s \| \| 10e \| Luciano Pagliarini \| Brésil \| Lampre \| + 0 s \| |                     |             |                                |                 |
| |                     |             |                                |                 |
| |                     |             |                                |                 |
| Classement de l'étape |                     |             |                                |                 |
| Coureur | Coureur             | Pays        | Équipe                         | Temps           |
| 1er | Alessandro Petacchi | Italie      | Fassa Bortolo                  | 5 h 59 min 52 s |
| 2e | Robbie McEwen       | Australie   | Lotto-Domo                     | + 0 s           |
| 3e | Olaf Pollack        | Allemagne   | Gerolsteiner                   | + 0 s           |
| 4e | Andris Naudužs      | Lettonie    | Domina Vacanze                 | + 0 s           |
| 5e | Aliaksandr Usau     | Biélorussie | Phonak Hearing Systems         | + 0 s           |
| 6e | Fred Rodriguez      | États-Unis  | Acqua & Sapone - Caffè Mokambo | + 0 s           |
| 7e | Angelo Furlan       | Italie      | Alessio-Bianchi                | + 0 s           |
| 8e | Simone Cadamuro     | Italie      | De Nardi-Piemme Telekom        | + 0 s           |
| 9e | Ján Svorada         | Tchéquie    | Lampre                         | + 0 s           |
| 10e | Luciano Pagliarini  | Brésil      | Lampre                         | + 0 s           |

## Classement général
L'étape s'étant terminé au sprint, pas de changement au classement général. L'Ukrainien Yaroslav Popovych (Landbouwkrediet-Colnago) conserve le maillot rose de leader et devance toujours son compatriote Serhiy Honchar (De Nardi-Piemme Telekom) de trois secondes. L'Australien Bradley McGee (Fdjeux.com) est toujours troisième avec un petit peu plus d'une minute de retard.
| \| Classement général \| Classement général \| Classement général \| Classement général \| Classement général \| \| Coureur \| Coureur \| Pays \| Équipe \| Temps \| \| ------------------ \| ------------------ \| ------------------ \| ---------------------------------- \| ------------------ \| \| 1er \| Yaroslav Popovych \| Ukraine \| Landbouwkrediet-Colnago \| 66 h 48 min 30 s \| \| 2e \| Serhiy Honchar \| Ukraine \| De Nardi-Piemme Telekom \| + 3 s \| \| 3e \| Bradley McGee \| Australie \| Fdjeux.com \| + 1 min 02 s \| \| 4e \| Gilberto Simoni \| Italie \| Saeco \| + 1 min 27 s \| \| 5e \| Franco Pellizotti \| Italie \| Alessio-Bianchi \| + 1 min 32 s \| \| 6e \| Damiano Cunego \| Italie \| Saeco \| + 1 min 48 s \| \| 7e \| Giuliano Figueras \| Italie \| Ceramica Panaria-Margres \| + 2 min 30 s \| \| 8e \| Stefano Garzelli \| Italie \| Vini Caldirola-Nobili Rubinetterie \| + 2 min 31 s \| \| 9e \| Dario Cioni \| Italie \| Fassa Bortolo \| + 2 min 36 s \| \| 10e \| Wladimir Belli \| Italie \| Lampre \| + 3 min 09 s \| |                   |           |                                    |                  |
| |                   |           |                                    |                  |
| |                   |           |                                    |                  |
| Classement général |                   |           |                                    |                  |
| Coureur | Coureur           | Pays      | Équipe                             | Temps            |
| 1er | Yaroslav Popovych | Ukraine   | Landbouwkrediet-Colnago            | 66 h 48 min 30 s |
| 2e | Serhiy Honchar    | Ukraine   | De Nardi-Piemme Telekom            | + 3 s            |
| 3e | Bradley McGee     | Australie | Fdjeux.com                         | + 1 min 02 s     |
| 4e | Gilberto Simoni   | Italie    | Saeco                              | + 1 min 27 s     |
| 5e | Franco Pellizotti | Italie    | Alessio-Bianchi                    | + 1 min 32 s     |
| 6e | Damiano Cunego    | Italie    | Saeco                              | + 1 min 48 s     |
| 7e | Giuliano Figueras | Italie    | Ceramica Panaria-Margres           | + 2 min 30 s     |
| 8e | Stefano Garzelli  | Italie    | Vini Caldirola-Nobili Rubinetterie | + 2 min 31 s     |
| 9e | Dario Cioni       | Italie    | Fassa Bortolo                      | + 2 min 36 s     |
| 10e | Wladimir Belli    | Italie    | Lampre                             | + 3 min 09 s     |

## Classements annexes
| Classement par points | Classement par points | Classement par points | Classement par points          | Classement par points |
| Coureur               | Coureur               | Pays                  | Équipe                         | Points                |
| --------------------- | --------------------- | --------------------- | ------------------------------ | --------------------- |
| 1er                   | Alessandro Petacchi   | Italie                | Fassa Bortolo                  | 225 pts               |
| 2e                    | Olaf Pollack          | Allemagne             | Gerolsteiner                   | 134 pts               |
| 3e                    | Robbie McEwen         | Australie             | Lotto-Domo                     | 121 pts               |
| 4e                    | Aliaksandr Usau       | Biélorussie           | Phonak Hearing Systems         | 101 pts               |
| 5e                    | Fred Rodriguez        | États-Unis            | Acqua & Sapone - Caffè Mokambo | 96 pts                |

| Classement par points | Classement par points | Classement par points | Classement par points          | Classement par points |
| Coureur               | Coureur               | Pays                  | Équipe                         | Points                |
| --------------------- | --------------------- | --------------------- | ------------------------------ | --------------------- |
| 1er                   | Alessandro Petacchi   | Italie                | Fassa Bortolo                  | 225 pts               |
| 2e                    | Olaf Pollack          | Allemagne             | Gerolsteiner                   | 134 pts               |
| 3e                    | Robbie McEwen         | Australie             | Lotto-Domo                     | 121 pts               |
| 4e                    | Aliaksandr Usau       | Biélorussie           | Phonak Hearing Systems         | 101 pts               |
| 5e                    | Fred Rodriguez        | États-Unis            | Acqua & Sapone - Caffè Mokambo | 96 pts                |

| Classement de la montagne | Classement de la montagne | Classement de la montagne | Classement de la montagne | Classement de la montagne |
| Coureur                   | Coureur                   | Pays                      | Équipe                    | Points                    |
| ------------------------- | ------------------------- | ------------------------- | ------------------------- | ------------------------- |
| 1er                       | Fabian Wegmann            | Allemagne                 | Gerolsteiner              | 30 pts                    |
| 2e                        | Damiano Cunego            | Italie                    | Saeco                     | 28 pts                    |
| 3e                        | Gilberto Simoni           | Italie                    | Saeco                     | 16 pts                    |
| 4e                        | Alexandre Moos            | Suisse                    | Phonak Hearing Systems    | 14 pts                    |
| 5e                        | Bradley McGee             | Australie                 | Fdjeux.com                | 13 pts                    |

| Classement de la montagne | Classement de la montagne | Classement de la montagne | Classement de la montagne | Classement de la montagne |
| Coureur                   | Coureur                   | Pays                      | Équipe                    | Points                    |
| ------------------------- | ------------------------- | ------------------------- | ------------------------- | ------------------------- |
| 1er                       | Fabian Wegmann            | Allemagne                 | Gerolsteiner              | 30 pts                    |
| 2e                        | Damiano Cunego            | Italie                    | Saeco                     | 28 pts                    |
| 3e                        | Gilberto Simoni           | Italie                    | Saeco                     | 16 pts                    |
| 4e                        | Alexandre Moos            | Suisse                    | Phonak Hearing Systems    | 14 pts                    |
| 5e                        | Bradley McGee             | Australie                 | Fdjeux.com                | 13 pts                    |

| Classement Intergiro | Classement Intergiro | Classement Intergiro | Classement Intergiro         | Classement Intergiro |
|                      | Coureur              | Pays                 | Équipe                       | Temps                |
| -------------------- | -------------------- | -------------------- | ---------------------------- | -------------------- |
| 1er                  | Crescenzo D'Amore    | Italie               | Acqua & Sapone-Caffè Mokambo | en 39 h 1 min 5 s    |
| 2e                   | Marlon Pérez         | Colombie             | Colombia-Selle Italia        | + 9 s                |
| 3e                   | Robert Förster       | Allemagne            | Gerolsteiner                 | + 26 s               |
| 4e                   | Aart Vierhouten      | Pays-Bas             | Lotto-Domo                   | + 26 s               |
| 5e                   | Daniele Righi        | Italie               | Lampre                       | + 31 s               |
| modifier             |                      |                      |                              |                      |

| Classement par équipes | Classement par équipes         | Classement par équipes | Classement par équipes |
| Équipe                 | Équipe                         | Pays                   | Temps                  |
| ---------------------- | ------------------------------ | ---------------------- | ---------------------- |
| 1re                    | Alessio-Bianchi                | Italie                 | 200 h 05 min 19 s      |
| 2e                     | Saeco                          | Italie                 | + 2 min 51 s           |
| 3e                     | Lampre                         | Italie                 | + 4 min 25 s           |
| 4e                     | Ceramica Panaria-Margres       | Italie                 | + 7 min 30 s           |
| 5e                     | Acqua & Sapone - Caffè Mokambo | Italie                 | + 7 min 33 s           |

| Classement par équipes | Classement par équipes         | Classement par équipes | Classement par équipes |
| Équipe                 | Équipe                         | Pays                   | Temps                  |
| ---------------------- | ------------------------------ | ---------------------- | ---------------------- |
| 1re                    | Alessio-Bianchi                | Italie                 | 200 h 05 min 19 s      |
| 2e                     | Saeco                          | Italie                 | + 2 min 51 s           |
| 3e                     | Lampre                         | Italie                 | + 4 min 25 s           |
| 4e                     | Ceramica Panaria-Margres       | Italie                 | + 7 min 30 s           |
| 5e                     | Acqua & Sapone - Caffè Mokambo | Italie                 | + 7 min 33 s           |